# Christer Ekberg
Yngve Herman Christer Ekberg, född 22 april 1941 i Malmö Sankt Petri församling i Malmöhus län, är en svensk ämbetsman.

## Biografi
Ekberg avlade juris kandidat-examen 1971. Han har också avlagt reservofficersexamen i trängtrupperna. Han var tingsnotarie 1973–1974, byråchef vid Säkerhetspolisen 1979–1990 och byråchef i Internationella sekretariatet vid Rikspolisstyrelsen 1990–1998. Ekberg var därefter polisöverintendent och chef för Kriminalunderrättelsetjänsten 1998–2000 och biträdande chef för Rikskriminalpolisen 2000–2008.
Christer Ekberg invaldes 1999 som ledamot av Kungliga Krigsvetenskapsakademien.